# Al-Farghani
Abul’l-Abbas Ahmad ibn Muhammad ibn Kathir al-Farghani (805 – 880), conocido como Alfraganus o Alfergani, nació en Fergana, Sogdiana (actual Uzbekistán). Fue uno de los astrónomos persas más célebres del siglo IX.

## Vida y obra
Estuvo involucrado en el cálculo del diámetro de la Tierra por la medición del arco de meridiano de longitud, junto con un equipo de científicos en el marco del patrocinio de Al-Mamun en Bagdad. Escribió en 833 Elementos de Astronomía (Kitāb fī ŷawāmiʿ ʿilm al-nuŷūm (كتاب في جوامع علم النجوم) en el que trataba del movimiento de los objetos celestes, inspirado en el Almagesto de Ptolomeo. 
Intervino en la revisión de las tablas astronómicas de Ptolomeo y escribió otra introducción a la astronomía y dos obras más sobre los relojes solares. Más tarde se trasladó a El Cairo, donde compuso un tratado sobre el astrolabio alrededor de 856. Allí también supervisó la construcción del gran Nilómetro en la isla Roda (en el Viejo Cairo) en el año 861.

## Legado
Los Elementos de Astronomía fueron el libro de astronomía más conocido hasta el siglo XV tanto en Occidente como en Oriente. Este libro fue traducido al latín en el siglo XII y tuvo gran influencia en la astronomía Europea antes de que apareciera el astrónomo Regiomontano. Dante Alighieri tenía conocimientos de la astronomía Ptolemaica, lo que se evidencia en su Divina Commedia y en otras  de sus obras como el Convivio, conocimientos derivados sin duda de sus lecturas de Alfraganus. En el siglo XVII el orientalista holandés Jacob Golius publicó el texto arábigo con base en un manuscrito que había adquirido en el Cercano Oriente, con una nueva traducción al latín y numerosas notas.

## Reconocimientos
- El cráter lunar Alfraganus fue llamado así como homenaje a este gran astrónomo.